# Église Notre-Dame d'Aube
L'église Notre-Dame d'Aube est un édifice situé dans la commune française de Aube, en Moselle.

## Histoire
L'église est classée au titre des monuments historiques par journal officiel du 16 février 1930.
L'église faisait partie d'un ancien prieuré bénédictin fondé au XIe siècle ou XIIe siècle et supprimé au XVIe siècle. La construction de l'église remonterait au XIIe siècle ou XIIe siècle. Elle devient paroissiale en 1763 et la sacristie remonte au XIXe siècle.

## Description
Durant la Seconde Guerre mondiale, l'église subit des destructions importantes, en particulier le chœur et le clocher.